# Grrrr (песня)
«Grrrr» (стилизовано как GRRRR) — инструментальная хаус-песня в исполнении французского диджея Давида Гетта. Она была выпущена в качестве главного сингла с сборника Гетта Fuck Me I’m Famous - Ibiza Mix 2009, а также появляется в делюкс-издании One Love под названием One More Love.

## Чарты
| Чарт (2009)                     | Высшая позиция |
| ------------------------------- | -------------- |
| Бельгия/Фландрия (Ultratop 50)  | 8              |
| Бельгия/Валлония (Ultratop 50)  | 4              |
| Великобритания (OCC UK Singles) | 88             |